# ديفيد دبليو. نوبل
ديفيد دبليو. نوبل (بالإنجليزية: David W. Noble)‏ هو مؤرخ أمريكي، ولد في 1925، وتوفي في 11 مارس 2018.